# Batailles de la première guerre samnite
Guerres samnites
Batailles
Les batailles de la première guerre samnite sont, selon Tite-Live, trois victoires romaines des consuls Marcus Valerius Corvus et Aulus Cornelius Cossus sur les Samnites en 343 av. J.-C. La première au Monte Gaurus, près de Cumes, où les Romains sont menés par Valerius Corvus, la deuxième près de Saticula, l'armée romaine de Cornelius Cossus étant sauvée par Publius Decius avant de battre les Samnites, et une dernière victoire près de Suessula, à nouveau de Valerius Corvus.
Les historiens modernes croient cependant que la plupart, sinon la totalité, des détails de la description de Tite-Live sont inventés par lui ou ses sources, et doutent de l'existence de ces trois batailles, ou même d'une seule. La première guerre samnite, et donc les batailles qui sont liées, est souvent datée de la seule année 341 av. J.-C.

## Contexte
Vers 343 av. J.-C., des Samnites venant des montagnes menacent les Sidicins de Teanum, ville qui se situe à la limite du Latium et de la Campanie. Les Sidicins font en appel à l'État campanien de Capoue, qui est vaincu par les Samnites, et qui se tourne lui-même vers Rome. Aux côtés des Romains, se trouve la ligue latine ainsi que les Campaniens de Capoue, Suessula et Cumes. C'est la première fois dans l'histoire que Rome intervient au-delà du Latium et de ses abords.

## Les sources
Tite-Live est la seule source qui nous est parvenue sur le déroulement de la bataille. En outre, les Fasti triumphales rapportent deux triomphes romains datant de la première guerre samnite.

## Le récit de Tite-Live
| Bataille de Mont Gaurus · Bataille de Suessula · Bataille de Satricula                                                 |
| Localisation des batailles selon Tite-Live sur une carte du Latium et de la Campanie du milieu du IVe siècle av. J.-C. |
| Bataille de Mont Gaurus · Bataille de Suessula · Bataille de Satricula                                                 |

Selon Tite-Live, les deux consuls romains de l'an 343 av. J.-C., Marcus Valerius Corvus et Aulus Cornelius Cossus, marchent avec leurs armées contre les Samnites. Valerius Corvus mène ses troupes en Campanie et Cornelius Cossus les siennes dans le Samnium où il campe à Saticula. L'historien romain rapporte alors trois victoires romaines.
Valerius Corvus remporte la bataille du Mont Gaurus, tout près de Cumes et de la baie de Naples, seulement après une dernière charge désespérée des Romains à l'approche de la nuit qui met en déroute les forces samnites après une journée de dur combat.
Une bataille à Saticula tourne presque au désastre pour les Romains lorsque les Samnites tentent de piéger Cornelius Cossus et son armée dans un défilé. Cependant, un des tribuns militaires de Cornelius Cossus, Publius Decius, mène un petit détachement se saisir d'une colline, distrayant les Samnites et permettant à l'armée romaine d'échapper au piège. Decius et ses hommes s'échappent pendant la nuit, et au matin, les Samnites sont attaqués par surprise et défaits par les Romains. Cette anecdote est aussi rapportée par Cicéron et Frontin.
Toujours déterminé à arracher la victoire, les Samnites regroupent leurs forces et assiègent Suessula à l'extrémité orientale de la Campanie. Laissant ses bagages derrière, Valerius Corvus mène son armée à marches forcées vers Suessula. Ayant peu de provisions et sous-estimant la taille de l'armée romaine, les Samnites ont dispersé leur armée pour chercher de la nourriture. Cela permet à Valerius Corvus de remporter une troisième victoire romaine quand il s'empare du camp samnite mal défendu puis disperse les fourrageurs.
Les deux consuls célèbrent chacun un triomphe. Les Fasti triumphales rapportent que Valerius Corvus et Cornelius Cossus célèbrent leurs triomphes sur les Samnites respectivement le 21 et le 22 septembre.

## L'avis des historiens modernes

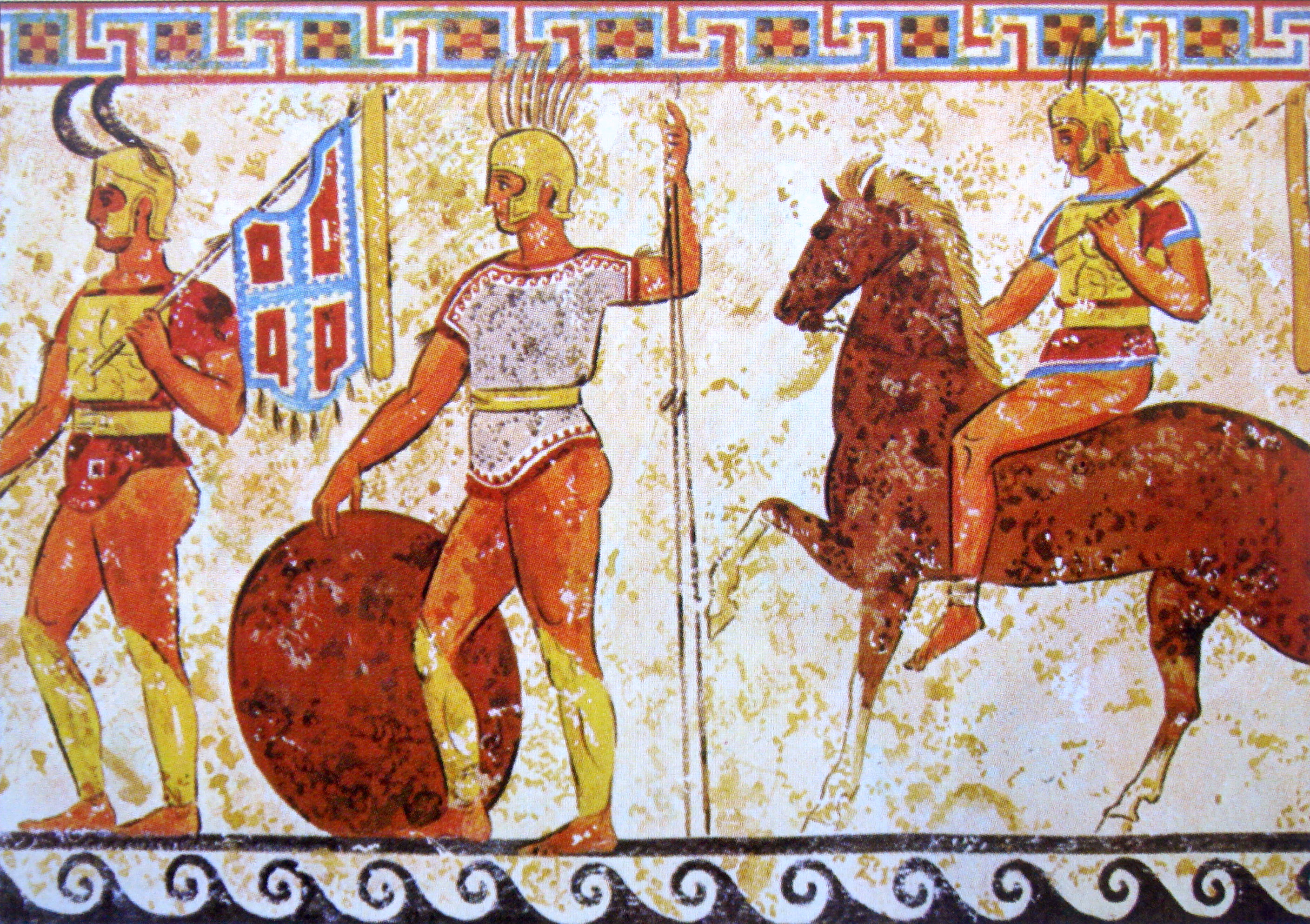
Soldats samnites, d'après une frise décorant un tombeau à Paestum en Lucanie, IVe siècle av. J.-C.

Les historiens modernes doutent de l'exactitude historique de la description de Tite-Live des trois batailles et autant de victoires romaines. Les scènes de bataille chez Tite-Live pour cette période sont principalement librement reconstructions par lui et ses sources, et il n'y a pas de raison que cela soit différents avec ces batailles. Le nombre de Samnites tués et la taille du butin pris par les Romains sont clairement exagérés,.
Les historiens notent de nombreuses similitudes entre l'histoire de Publius Decius Mus et un événement qui a lieu en Sicile en 258 av. J.-C. lors de la première guerre punique. Selon les sources antiques, une armée romaine est en danger d'être pris au piège dans un défilé quand un tribun militaire conduit un détachement de 300 hommes pour s'emparer d'une colline au milieu de l'ennemi. L'armée romaine s'est échappée, mais sur les 300 seul le tribun survit. Il est peu probable que ce dernier épisode, dans des temps anciens plus célèbre, n'a pas influencé les descriptions du précédent,,,.
Edward Togo Salmon et Dominique Briquel constatent aussi plusieurs autres similitudes entre les campagnes de 343 et des événements ultérieurs qu'ils considèrent comme étant des projections anticipées d'évènements de la deuxième guerre samnite. La première et la deuxième guerre samnite commencent toutes deux par une invasion du Samnium par un membre de la gentes Cornelia, Aulus Cornelius Cossus Arvina en 343 av. J.-C. et Lucius Cornelius Lentulus en 327 av. J.-C.. La manière dont une armée romaine est conduite dans un piège ressemble à la célèbre catastrophe des Fourches Caudines de 321 av. J.-C., et il y a aussi des similitudes avec les campagnes de Publius Cornelius Arvina en 306 av. J.-C. et Publius Decius Mus, le fils de héros de Saticula, en 297 av. J.-C.. Il pense aussi que les deux victoires en Campanie de Marcus Valerius Corvus peuvent être des anticipations d'opérations romaines contre Hannibal dans la même région en 215 av. J.-C.,. D'autre part, les entrées dans les Fasti triumphales appuient l'existence d'un succès romain. Dans la reconstruction de Salmon, il n'y a qu'une seule bataille en 343 av. J.-C., peut-être dans la périphérie de Capoue près du sanctuaire de Junon Gaura, et se terminant par une victoire romaine non décisive.
Stephan P. Oakley rejette ces hypothèses de doublons et incline à croire qu'il y a bien trois batailles. Les Samnites ont gagné beaucoup de terrain en Campanie au moment de l'arrivée des Romains et les deux victoires de Valerius peuvent être le résultat de simples attaques samnites sur Capoue et Cumes. Et tandis que les embuscades samnites sont en quelque sorte un motif d'actions dans le récit des guerres samnites de Tite-Live, cela peut simplement refléter le terrain montagneux dans lequel ces guerres sont combattues. L'histoire de Decius peut avoir été calquée sur celui du tribun militaire de 258, mais Decius peut aussi avoir effectué un acte héroïque en 343.
Gary Forsythe considère l'épisode avec Cornelius Cossus et Decius Mus comme inventé, notamment car il préfigure le sacrifice de Decius en 340 av. J.-C. Il aurait accompli un acte héroïque qui lui permet de devenir le premier de sa famille à atteindre le consulat en 340, mais aucun détail de l'événement historique n'a survécu. Les annalistes tardifs ont combiné la catastrophe des Fourches Caudines avec le conte du tribun militaire de 258 pour produire l'histoire entièrement fictive rapportée par Tite-Live, la différence étant que, bien que dans les originaux les Romains subissent la défaite et la mort, ici aucun des hommes de Decius n'est tué et les Romains remportent une grande victoire.